# Мласкавець увінчаний
Мласкавець увінчаний, мласкавець віночковий (Valerianella coronata) — вид рослин з родини жимолостевих (Caprifoliaceae); поширений на заході Північної Африки, у Європі, у західній і середній Азії.

## Опис
Однорічна рослина 10–45 см заввишки. Стебло розчепірено гіллясте. Нижні листки довгасто-лопатчаті або довгасті, верхні лінійні, біля основи крупно і неправильно зубчасті або перисто надрізані. Квітки блакитні, в кулястих скупчених напівзонтиках. Плоди яйцевидно-4-гранні, до 4 мм завдовжки (разом з чашечкою), на спинці опуклі, спереду з глибоким поглибленням. Плодючі гнізда більші за безплідні.

## Поширення
Поширений на заході Північної Африки, у Європі, у західній і середній Азії.
В Україні вид зростає на схилах і полях — переважно в Степу, а також у Кримському Лісостепу, Передгірному і Південному Криму.